# Guido Grandt
Guido Grandt, nacido en 1963 es un periodista y un ensayista alemán.

## Biografía
Es el hermano del ensayista Michael Grandt.

## Obras
- 2018 - Deutschland nach dem Crash: Was Politiker nicht erzählen, ugra-Media; 2013, ISBN 978-3944651002
- con Udo Schulze, Staatsaffäre Natascha Kampusch: streng vertraulich, Verlag Weltenwandel; 2013, ISBN 978-3981592306
- Logenmord Jörg Haider?: Freimaurer und der mysteriöse Tod des Politikers, Kopp, Rottenburg; 2010, ISBN 978-3942016360
- con Michael Grandt, Satanismus, Patmos, (2000), ISBN 978-3491724273
- Schwarzbuch Freimaurerei: Geheimpolitik, Staatsterror, Politskandale. Von der Französischen Revolution bis Uwe Barschel, Kopp, Rottenburg, (25. September 2007), ISBN 978-3938516553
- con Michael Grandt et Petrus van der Let, Ware Kind, Patmos, (1999), ISBN 978-3491724204
- con Peter H. Jamin, Sexualstraftäter, Patmos, (2002), ISBN 978-3491724624
- con Svenja Larsson, Logenblut Freimaurer-Krimi, Gugra Verlag (8. April 2013)
- con Michael Grandt, Jugendokkultismus. Faszination des Verborgenen, Falken-Vlg., Niedernh. (April 1999), ISBN 978-3635601699
- Vorsicht Internet!: Anonym surfen und sicher kommunizieren im Netz, Kopp, Rottenburg; (26. Oktober 2009), ISBN 978-3942016087
- 11.3. - Der Amoklauf von Winnenden: Hintergründe, Widersprüche und Vertuschungen,  Homilius; (11. März 2010), ISBN 978-3897068285
- Aktenzeichen Politiker: Die kriminellen Machenschaften deutscher Politiker, Kopp, Rottenburg; (27. Februar 2009), ISBN 978-3938516874
- Der Satan von Witten: und andere fanatische Ritualmörder, Knaur TB, (1. Mai 2007), ISBN 978-3426779347
- con Michael Grandt et Klaus-Martin Bender, FIAT LUX. Uriellas Orden, Evangelischer Presseverband für Bayern (1992), ISBN 978-3583506558
- con Michael Grandt, Schwarzbuch Anthroposophie, Ueberreuter Carl (1997), ISBN 978-3800036516
- Erlöser, Alibri, (1998), ISBN 978-3932710100